# オートマチック・データ・プロセッシング
オートマチック・データ・プロセッシング（英: Automatic Data Processing 、ADP）は、ニュージャージー州ローズランドに本社を置く、人事管理ソフトウェアプロバイダとサービスプロバイダである。

## 歴史
1949年、ヘンリー・タウブは、弟のジョー・タウブとともに、手作業による給与処理事業としてオートマティック・ペイロールズを設立した。1957年にローテンバーグが加わる。1961年、社名をオートマチック・データ・プロセッシング (ADP) に変更し、パンチカードマシン、小切手印刷機、メインフレームコンピュータの使用を開始した。
ADPは1961年、300の顧客、125人の従業員、約40万米ドルの収益で株式公開した。
1965年にはイギリスに子会社を設立し、1970年、ローテンバーグが社長に就任。1974年にはオンラインコンピュータサービスの先駆者であるタイム・シェアリング・リミテッド (TSL) を、1975年にはサイファーネティクスを買収し、1982年にニュージャージー州選出の上院議員に当選するまで、ローテンバーグは会長兼CEOを務めた。
1985年以降、ADPの年間売上高は10億ドルの大台を超え、米国の労働人口の約20％の給与を処理した。
そして1990年代から2018年にかけて米国やドイツ、英国などの会社をいくつか買収し、現在（2023年度）では、従業員数を世界で約63,000人抱え、売上高が180億ドルにも及ぶ企業となった。
また、ADPはフォーチュン誌の「世界で最も賞賛される企業」リストに14年連続でランクインしており、2020年、にはフォーチュン500の売上高ランキングで227位にランクインした。